# Зе Соареш
Жозе Соареш да Силва Фильо (на португалски: José Soares da Silva Filho, изговаря се Жузѐ Суариш да Силва Фильо, прозвище Зе Соареш, Zé Soares, изговаря се по-близко до Дзе Суариш), роден на 27 юли 1983 г. в Бразилия. Играе еднакво добре както като крило, така и като чист нападател.

## Кариера
Зе Соареш е юноша на „Палмейрас“. След това играе за няколко отбора от долните дивизии на Бразилия. Идва в България през есента на 2007 г., когато „Левски“, София го привлича от втородивизионния бразилски „Ремо“. Прави неофициалния си дебют на 6 ноември 2007 г. срещу ФК „Хасково“ в контролен мач. Зе Соареш оставя отлични впечатления с играта си в този двубой, като дори подава за първия гол на „Левски“. На 9 ноември е картотекиран в БФС и веднага попада в групата за шампионатния мач срещу Черноморец. Двубоят обаче е отложен и така той записва първия си официален мач за „Левски“ чак на 24 ноември срещу „Локомотив“, София. Мачът завършва 0:0, а Зе Соареш се появява като резерва в 61-вата минута.
В началото на 2010 преминава в „Металург“, Донецк. В първите си 8 мача Зе е записал само 1 като титуляр, но постепенно успява да стане част от стартовия състав.